# Natuurvriendenhuis Banjaert
Het natuurvriendenhuis Banjaert is een verblijfsaccommodatie van Nivon gelegen aan de oostkant van Wijk aan Zee (gemeente Beverwijk) in de Nederlandse provincie Noord-Holland. Het 'doe-het-zelf-hotel' omvat, behalve kamers voor maximaal 80 gasten ook een appartement voor vier personen en een natuurkampeerterrein met ongeveer 50 plaatsen, waarvan 20 met elektra. Het huis wordt, net als alle andere natuurvriendenhuizen van Nivon, beheerd door vrijwilligers en is het gehele jaar geopend.

## Naam en ligging
Banjaert ligt in een duinvallei aan de oostkant van Wijk aan Zee. Het terrein grenst in het noorden aan het Noordhollands Duinreservaat en in het oosten aan sportvelden; daarachter ligt het industriële complex van Tata Steel IJmuiden. Aan de kant van het dorp grenst het huis aan een woonwijk. Het huis is alleen te bereiken via enkele tamelijk smalle (eenrichting-)straten in deze aangrenzende woonwijk. 
Banjaert ligt op tien minuten lopen van het Noordzeestrand. 
Banjaert ligt aan het langeafstandswandelpad Nederlands Kustpad en aan de langeafstandsfietsroute Kustroute.
Het kampeerterrein, dat via de voor het huis gelegen parkeerterrein toegankelijk is, is ingedeeld in drie delen: het grote veld, met 42 plaatsen, een trekkersveld voor twaalf tenten en een terreintje voor zeven campers. De verschillende velden zijn gescheiden door houtwallen.
De naam "Banjaert" gaat terug op het "geheimzinnige, bijna mythische, verdwenen kasteel Banjaert" dat in de twaalfde eeuw bij de Sint-Agathakerk (in het tegenwoordige Beverwijk) lag en dat eigendom was van Albert Banjaert II. In 1204 werd het kasteel in de Loonse Oorlog in brand gestoken. 

## Geschiedenis
De natuurvriendenhuizen hebben hun oorsprong in de arbeidersbeweging. Nadat op verschillende plaatsen in Nederland natuurvriendenhuizen waren gebouwd, zoals Krikkenhaar in 1929, het Hunehuis in 1930 en Den Broam in 1931, wilde de Stichting Natuurvriendenhuizen (onderdeel van het Instituut voor Arbeidersontwikkeling (IvAO), de rechtsvoorganger van Nivon) ook een huis aan zee bouwen. In 1934 kon voor een periode van vijf jaar een gebouw worden gehuurd van de Coöperatieve Boerenleenbank in Wijk aan Zee. "Het Paaschduin" werd geopend op 22 december 1934. Het huis was in trek. In 1937 werden bijvoorbeeld 4480 overnachtingen geboekt. Dat kostte een volwassene toen ongeveer 40 cent per nacht. Er kwamen in dat jaar ook nog eens 2645 mensen op dagbezoek. Die hoefden slechts 10 cent per bezoeker te betalen.
Al in 1938 werden de eerste plannen gemaakt voor de bouw van een nieuw, eigen natuurvriendenhuis. Er werd een stuk grond verworven, en daarop werd gestart met de bouw. 17 april 1940 ontving het nieuwe huis, met de naam Banjaert, de eerste bezoekers. De officiële opening vond plaats op 28 juli, toen Nederland bezet was. Het werd door de oorlogssituatie een sobere aangelegenheid. Het huis was gebouwd onder leiding van de architect ir. J.J.M. Vegter door de aannemers Smit en Riezenkamp. 
Nadat het huis zes weken had gedraaid, aan het eind van de zomer van 1940 werd het gevorderd door het Nederlands Arbeidsfront, de kort daarvoor opgerichte nationaalsocialistische vakcentrale. Kort daarna vorderden de Duitsers het gebouw. Het diende als opslagplaats. Na 1943 lag het huis in Sperrgebiet; het werd deel van de Festung IJmuiden. 
Direct na de bevrijding werd Banjaert gevorderd door de geallieerde strijdkrachten. Op 17 april 1946 werd het huis officieel teruggegeven aan de Stichting Natuurvriendenhuizen. Het was toen een "uitgewoonde puinhoop zonder inventaris." Herstel was niet eenvoudig en kostte uiteindelijk meer dan het hele huis voor de oorlog had gekost. De capaciteit was toen 90 bedden. Het gemiddelde aantal overnachtingen bedroeg in de jaren daarna circa 13.000. In 1958 en 1959 werden zelfs meer dan 14.000 overnachtingen geboekt. Het huis was in de winterperiode meestal gesloten. Na 1964 daalde het aantal overnachtingen. Het dieptepunt wat betreft het aantal overnachtingen lag in 1976. Daarna steeg het aantal overnachtingen weer tot een niveau van circa 12.500 overnachtingen in 2003.
In 1972 kwam een grondruil met de gemeente tot stand, waardoor een kampeerterrein kon worden ingericht. Aanvankelijk had het terreintje zeer beperkte voorzieningen, en in 1976 werd een toiletgebouw geplaatst. In 1984 werd dat nog uitgebreid met een groepskeuken, die later als douche-, afwas- en wasmachineruimte werd gebruikt. 

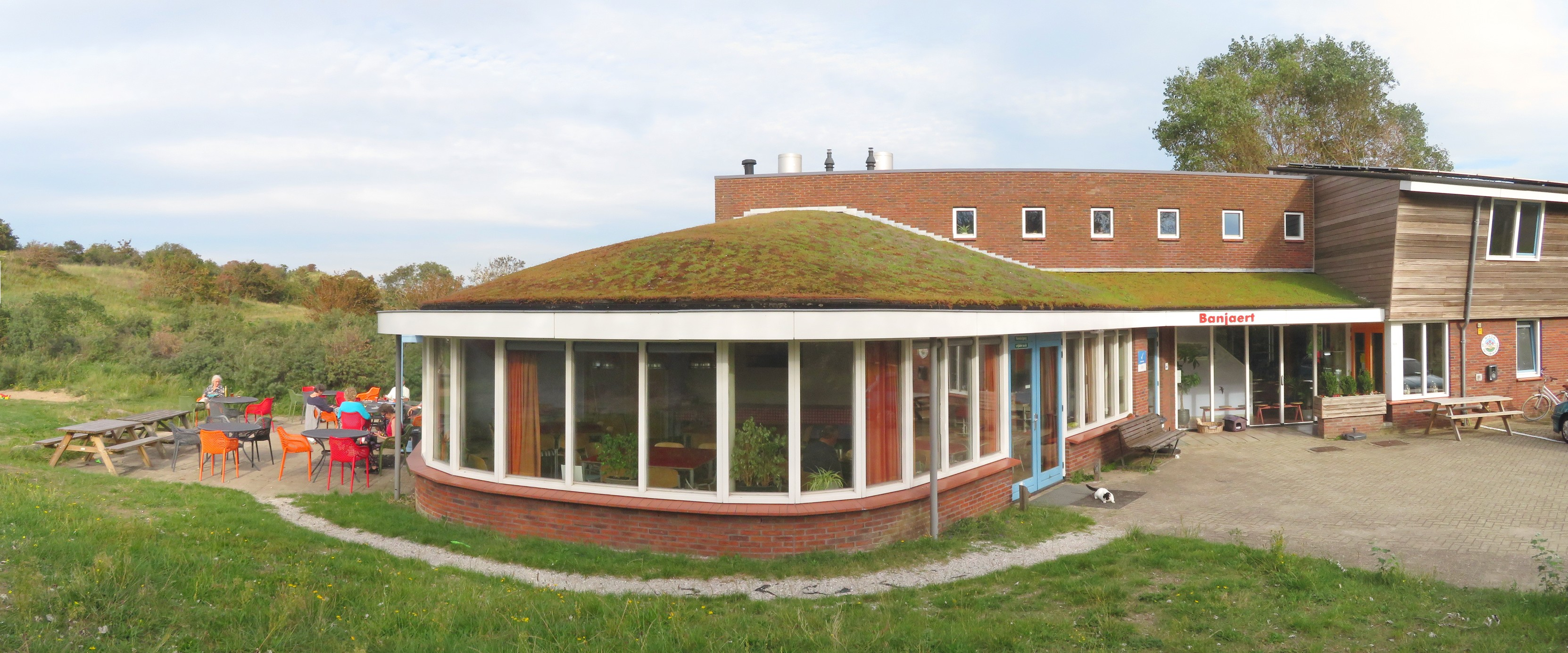
Het gebouw uit 2006 met het sedumdak

Financieel was de periode van 1976 tot 1989 voor de Stichting Natuurvrienden een moeilijke tijd, waardoor veel noodzakelijke onderhouds- en vernieuwingswerkzaamheden moesten worden uitgesteld. Pas in 1990 kwam de stichting financieel weer in beter vaarwater. Rond 2000 werden de eerste plannen voor nieuwbouw van Banjaert gemaakt. In 2005 ging oude Banjaert tegen de grond. 

In 2006 verrees een geheel nieuw gebouw. In het ontwerp is ernaar gestreefd het in te passen in de omgeving: bijvoorbeeld door de ronde sedumdaken aan de korte zijden, en door het creëren van twee woonlagen, waardoor het gebouw compacter is dan het oude.

## Accommodatie

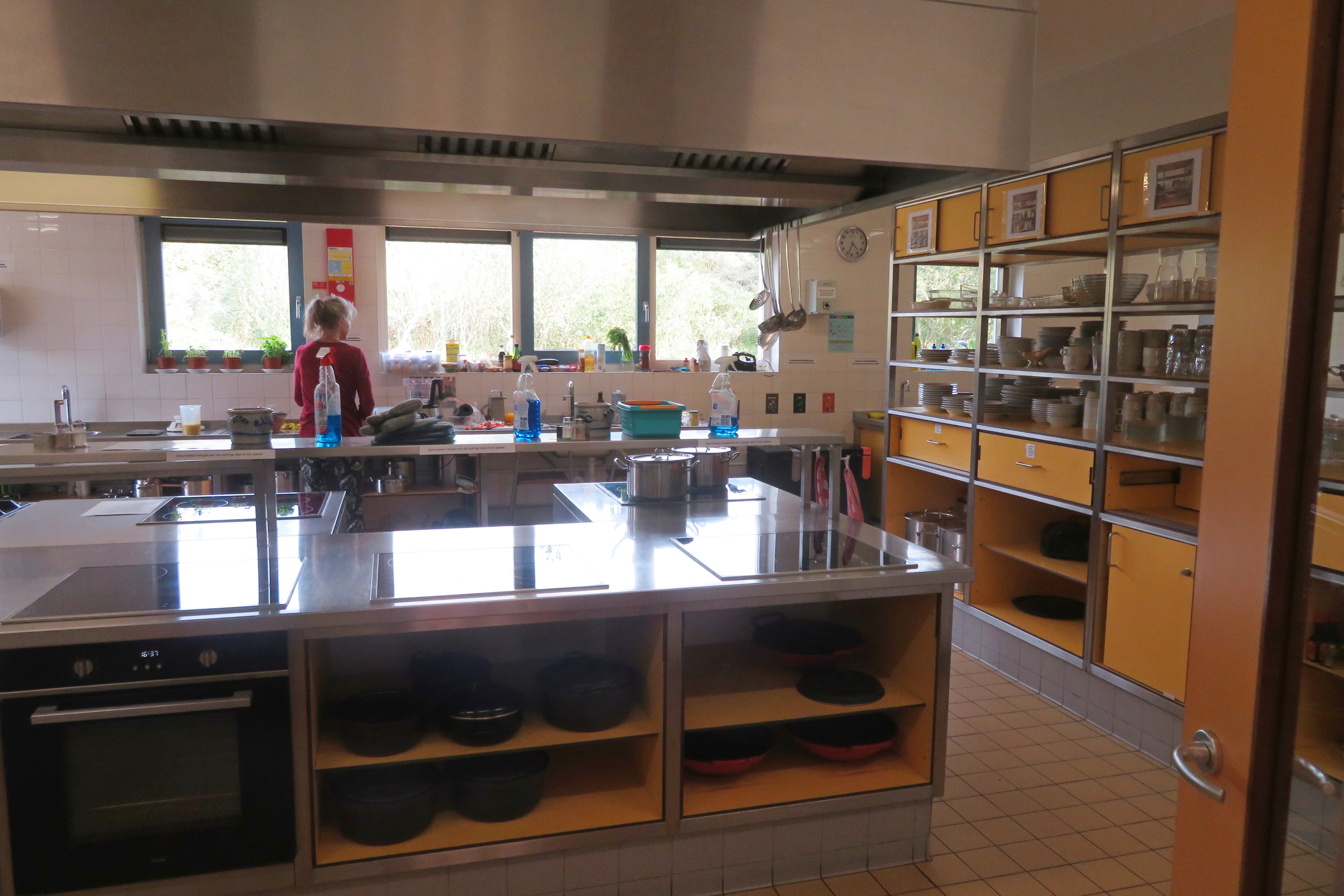
De moderne keuken, bijna van het gas af

In de natuurvriendenhuizen van Nivon verblijven de gasten op basis van zelfverzorging, waarbij keukens,  gemeenschappelijke verblijfsruimten en sanitaire voorzieningen worden gedeeld. Banjaert heeft twee verdiepingen met 38 slaapkamers, merendeels voor twee personen. Er zijn enkele grotere kamers, met een extra (stapel-)bed. Het huis beschikt over een grote, volledig ingerichte keuken die voor alle gasten beschikbaar is, met een professionele afwasmachine en er zijn drie gemeenschappelijke ruimten en een gezellige hal. Rondom het gebouw liggen terrassen en een speeltuin. Er zijn twee kamers ingericht voor minder-validen. De begane grond is rolstoelvriendelijk ingericht. 
Aan de kop van het huis is een appartement gebouwd voor vier personen; in het kampeerseizoen wordt het gebruikt als ontvangstruimte voor het kampeerterrein en als verblijfsruimte voor de terreinwachten.
Banjaert verhuurt fietsen.
Gedurende het gehele jaar worden activiteiten georganiseerd, meestal van ongeveer vijf dagen lang, zoals volksdans-weken, zangdagen, creatieve activiteiten-weken met speksteen bewerken of sieraden maken. 

## Beheer

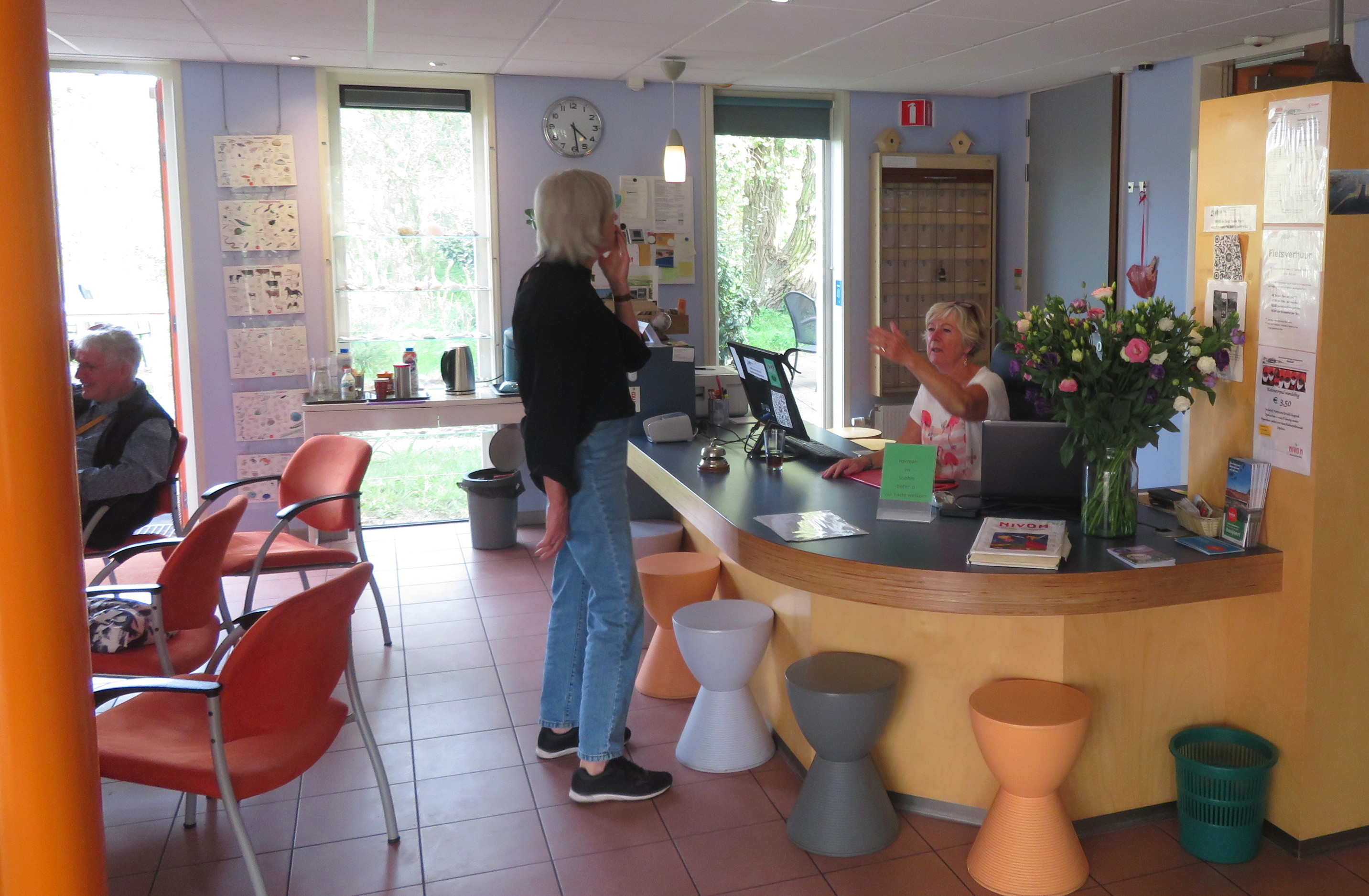
Bij de receptie ontvangt de huiswacht een nieuwe gast

Alle natuurvriendenhuizen zijn praktisch en eenvoudig ingericht en worden beheerd door teams van vrijwilligers. Het vrijwilligersteam van Banjaert telt ongeveer 80 personen. In Banjaert zijn permanent ten minste twee gastheren/gastvrouwen aanwezig, in Nivon-kringen aangeduid met de naam "huiswachten." Het kampeerterrein wordt in het seizoen beheerd door een terreinwacht.
Veel onderhoud van de gebouwen en het terrein wordt door vrijwilligers uitgevoerd. Van de gasten wordt verwacht dat ze hun eigen kamer schoon achterlaten.
Op het dak van Banjaert liggen 126 zonnepanelen, die een goed deel van de elektriciteitsbehoefte dekken.
De keuken is bijna geheel elektrisch. In 2021 ontving Banjaert de gouden sleutel van Green Key. 
Op het terrein rond het huis broeden verschillende vogelsoorten. Er werden, volgens een rapportage uit 2005, ook verschillende bijzondere plantensoorten gevonden, zoals hondskruid (Anacamptis pyramidalis) en bitterkruidbremraap (Orobanche picridis).

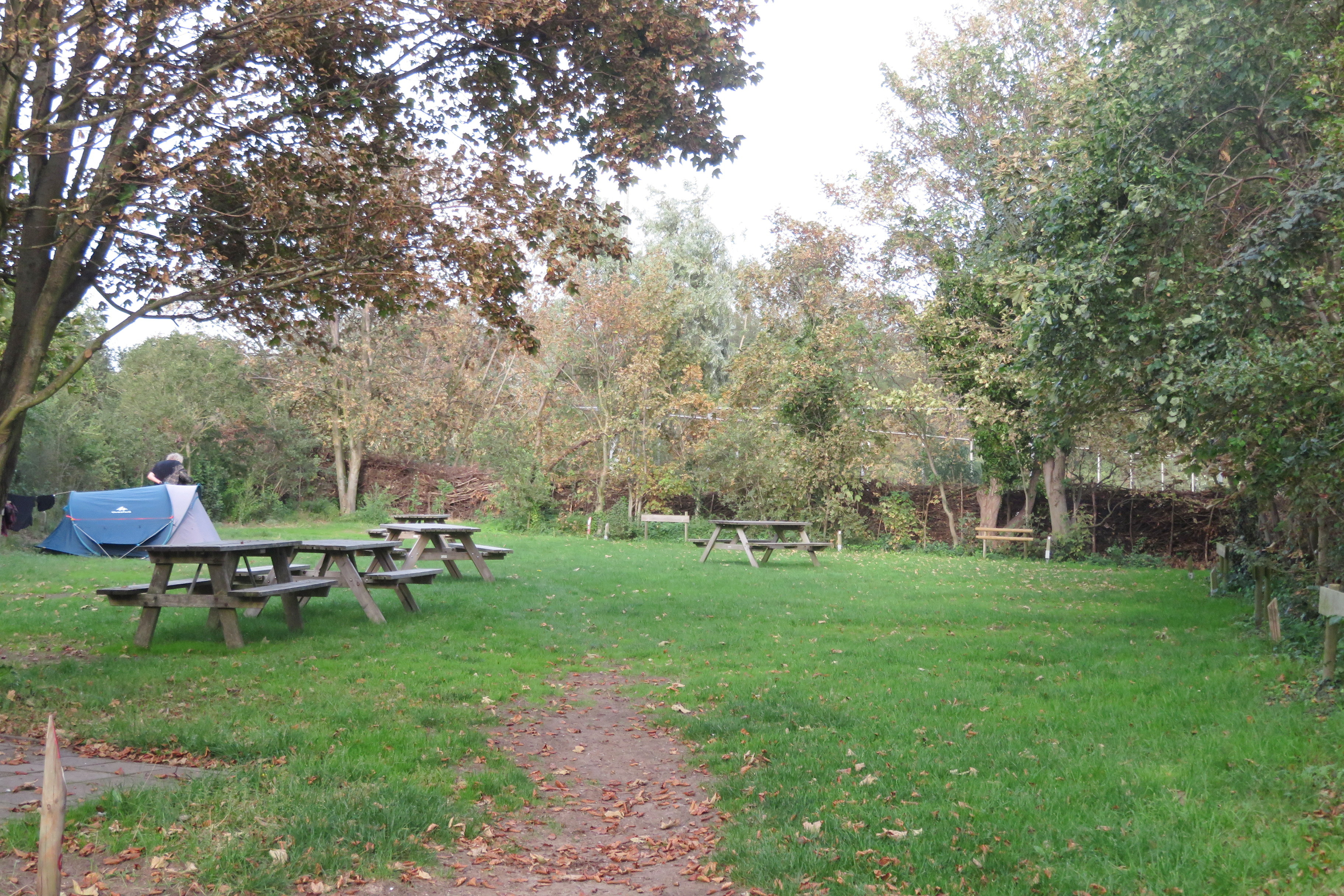
Het trekkersveld, er is plaats voor 12 tenten

Het terrein rondom het natuurvriendenhuis en het kampeerterrein wordt zo natuurlijk mogelijk beheerd. In het "beleidsplan terrein Banjaert" (laatste versie september 2018) is het kader daarvoor geformuleerd.